# 삼막사
삼막사(三幕寺)는 경기도 안양시 만안구 석수동 삼성산 기슭에 있는 산사(山寺)이자, 대한불교조계종 제2교구 본사(本寺)인 용주사의 말사(末寺)이다. 서기 677년 신라의 고승(古僧) 원효, 의상, 윤필  3명에 의해 창건되었다. 

## 개요 및 역사
경기도 안양시 석수동 삼성산 기슭에 위치해 있으며 한때 '관음사(觀音寺)'라는 이름으로 변경되었다가 다시 현재의 이름으로 고쳤다. 
조선왕조 개국 당시 무학대사가 한양으로의 천도(遷道)를 즈음하여 국운이 융성하기를 기원하였고 이후 삼성산 주변에 염불암, 호압사, 사자암 등이 창건되면서 이들 3개의 사찰과 어깨를 나란히 하게 되었다. 
사찰 안에는 삼막사 삼층석탑, 삼귀자, 명부전, 마애삼존불, 남녀근석, 사적비, 감로정 석조, 삼막사 동종, 마애종 등이 있다.

## 같이 보기
- 호압사
- 사자암 (서울)
- 염불암